# Трёхсезонный календарь
Трёхсезонный календарь — календарь, в котором имеется лишь три времени года.
Трёхсезонный календарь в древности был достаточно широко распространён в Древнем Средиземноморье. Например, в египетском календаре год делился на три сезона: половодья, сева и сбора урожая.
Согласно Плутарху обитатели запада (имеется в виду Сицилия и Италия) также делили год на три сезона и называли зиму Кроном, лето — Афродитой, а весну — Персефоной (Плутарх, «Об Исиде и Осирисе», 69).
Тацит в книге «Германия» сообщает, что и народы, проживающие на территории между реками Рейном и Дунаем, «не знали» осени. Их год состоял из зимы, весны и лета (Тацит, «Германия», 26).